# Cordylomera gracilis
Cordylomera gracilis är en skalbaggsart som beskrevs av Veiga-ferreira 1964. Cordylomera gracilis ingår i släktet Cordylomera och familjen långhorningar.
Artens utbredningsområde är Moçambique. Inga underarter finns listade i Catalogue of Life.